# Морис Утрило
Морис Утрило, рођен као Морис Валадон (фр. Maurice Utrillo, Maurice Valadon; Париз, 26. децембар 1883 — Париз, 5. новембар 1955) је био француски сликар који је најрадије сликао панораме градова.

## Биографија
Родио се на Божић у Монмартру, делу Париза. Утрило је један од ретких сликара који је заиста рођен у познатој четврти сликара.
Утрило је рођен из везе између сликарског модела тинејџера, Мери-Клементине Валадон, и, како се данас верује, младог сликара аматера по имену Бојси. Утрилова мајка, Сузана Валадон, позирала је многим сликарима као што су Берта Моризо, Пјер Огист Реноар и Анри де Тулуз-Лотрек. Тулуз-Лотрек ју је упознао са сликаром Едгар Дегаом, који ју је охрабривао да црта.
Постоји и шаљива прича, легенда о Утриловом пореклу. Прича се да када се Утрило родио, нико није хтео да га призна као своје дете. Прво је Сузан Валадон отишла код Реноара зато што је била његов модел девет месеци раније. Реноар је погледао у бебу и рекао: „Он не може бити мој, боја је ужасна!“ Онда је отишла код Дега-а, за кога је такође позирала. Дега рече, „Он не може бити мој, облик је ужасан!“ У кафеу, Утрилова мајка опази сликара за кога је знала да се зове Мигел Утрило, коме је пришла и пожалила се на проблем. Човек јој је рекао да ће дати детету презиме Утрило под изговором: „Биће ми драго да ставим своје име на рад који је или Реноаров или Дегаов!“
Када је ментална болест захватила, тада 21 годишњег Утрила, храбрили су га да црта са својом мајком. Захваљујући томе, ускоро показује велики таленат у сликању. Мајка га је научила колико је знала и он је почео да слика све што је видео у Монмартру. Приказивао је чудне пејзаже који су очаравали пролазнике и задивљавали познаваоце. Ове слике инспирисале су многе уметнике да преиспитају свој стил и свет. Уместо да се окрене апстракцији, Утрило је створио нову реалност. Нажалост, током свога живота, ментални поремећај довешће га до боравка у установама за менталне болеснике. Једна од његових слика је и "Лудница" из времена око 1925, која се налази у Народном Музеју, поред слике "Кабарет Лапен Ажил II" (око 1930)  и слика "Улица Сан Венсан" (око 1918). 
Критика га је запазила тек 1910. године. До 1920, он постаје легендарна фигура, интернационално позната. Године 1929, Француска влада награђује га орденом Легијом части. Данас, туристи Париза и четврти Монмартра могу пронаћи многа његова дела на разгледницама, а једна од најпопуларнијих је чувена слика из 1936. под називом: Угао на Монмартру / Lapin Agile.
Године 1935, са својих 52, жени се са Луси Валоре и сели се у место Ле Весине ван Париза. У то време био је сувише болестан да ради на отвореном, и почиње да слика по мотивима разгледница и по сећању. Упркос тога што је током живота био алкохоличар, доживео је седамдесете године. Утрило умире 5. новембра, 1955. Сахрањен је на гробљу Сен Винсент у Монмартру.
Утрило је један од сликара чија се дела највише кривотворе.